# Ludwig Piskaçek
Ludwig Piskaçek (Karcag, 16 novembre 1854 – Vienna, 19 settembre 1932) è stato un ginecologo austriaco.

## Biografia
Si formò a Vienna, conseguendo il dottorato nel 1882. Diventò assistente in chirurgia presso la Clinica Albert fino al 1884, poi assistente presso la seconda clinica ostetrica sotto Josef Späth (1823-1896) e il suo successore August Breisky (1832-1889) fino al 1888 Divenne professore di ostetricia a Linz nel 1890 ed a Vienna nel 1901.
Fu autore di un libro di testo sull'ostetricia che fu pubblicato in diverse edizioni.